# Benjamin Hardy
Benjamin Kirk Hardy (ur. 21 września 1974 w Caringbah) – australijski siatkarz, grający na pozycji przyjmującego, reprezentant Australii. W reprezentacji zadebiutował w 1994 roku. Wraz z reprezentacją Australii w 2004 roku uczestniczył w Igrzyskach Olimpijskich w Atenach oraz w 2006 roku Mistrzostwach Świata w Japonii. 

## Sukcesy klubowe
- 1998:  Wicemistrzostwo Niemiec
- 2004:  Superpuchar Belgii
- 2005:  Puchar Belgii
- 2005:  Mistrzostwo Belgii
- 2005:  Superpuchar Belgii
- 2006:  Puchar Belgii
- 2006:  Mistrzostwo Belgii
- 2007:  Mistrzostwo Belgii
- 2007:  Superpuchar Belgii
- 2008:  Wicemistrzostwo Belgii
- 2009:  Puchar Challenge
- 2009:  Brązowy medalista Mistrzostw Polski
- 2010:  Puchar Polski
- 2010:  Wicemistrzostwo Polski

## Sukcesy reprezentacyjne
Mistrzostwa Azji, Australii i Oceanii:
- 2007
- 1999, 2001

## Nagrody indywidualne
- 1999: Najlepszy atakujący i punktujący Mistrzostw Azji, Australii i Oceanii
- 2001: Najlepszy punktujący Mistrzostw Azji, Australii i Oceanii